# Linden Lab
Linden Research, Inc, proprietaria del marchio Linden Lab, è una software house americana nota soprattutto per aver sviluppato Second Life. È stata fondata nel 1999 da Philip Rosedale allo scopo di realizzare ambienti virtuali. La sua sede principale è a San Francisco. Quest'azienda è specializzata in motori fisici, grafica 3D e in reti.